# Гурний Роман Андрійович
Роман Андрійович Гурний (нар. 13 березня 1936, село Куткір, нині Золочівський район Львівської області — пом. 8 травня 1998, Львів) — учасник українського національно-визвольного руху.

## Життєпис
Із раннього віку формувався під впливом визвольних ідей, зокрема через оповіді дядька — повстанця Євгена Під'ярковського (псевдо «Вітер»), родину якого 1945 року депортували до Сибіру, а сам він, оточений радянськими каральними органами, навесні 1946 року застрелився.
У 1950 році разом із товаришами Петром Климчаком, Василем Кіндратом і Омеляном Хом'якевичем організував у Куткорі підпільну молодіжну групу. У 1951—1953 роках навчався у Львові в профтехучилищі на слюсаря, згодом працював на автобазі та на різних львівських заводах.
1958 року вступив до підпільної організації Український національний комітет (УНК), яку 1957 року заснували львівські робітники для мирної боротьби за незалежність України та поширення визвольних ідей на східних теренах. Брав активну участь у напрацюванні програмних засад організації на перше десятиріччя її діяльності, створенні підпільної друкарні, залучав до лав УНК членів молодіжної групи, підпільників з оточення Василя Сороки, збирав членські внески.
1961 року був заарештований, а 1962-го засуджений до смертної кари, яку згодом Верховний Суд замінив на 15 років позбавлення волі. Покарання відбував у таборах Мордовії та колонії ВС-389/35 у Пермській області Росії, де утримувався разом із такими відомими дисидентами, як Михайло Сорока, Євген Пришляк, Василь Підгородецький, Левко Лук'яненко, Іван Світличний, Михайло Горинь, Євген Пронюк, Валерій Марченко, Ігор Калинець та іншими. Брав участь у голодуваннях, домагався визнання статусу політв'язня, неодноразово карався карцерами та БУРами. У 1968 році категорично відмовився підписати покаяння в обмін на свободу, попри тиск з боку КДБ.
Після звільнення 1976 року йому заборонили жити у Львові. Оселився в рідному селі під суворим адміністративним наглядом: не мав права виїжджати, відвідувати громадські місця чи навіть залишати оселю після 19:00.Від 1978 року проживав у Львові.
У другій половині 1980-х років долучився до опозиційної діяльності, був учасником мітингів, демонстрацій, вступив до Української Гельсінської спілки, став членом Української республіканської партії та Всеукраїнського товариства політичних в'язнів і репресованих. У 1992 році реабілітований.
Похований у рідному селі.